# TIM Summer Hits
TIM Summer Hits è un evento musicale italiano che si svolge dal 23 giugno 2022, durante la stagione estiva, e alla quale partecipano numerosi artisti italiani e internazionali. L'evento, organizzato da TIM, va in onda in radio su Rai Radio 2 e in differita televisiva prima su Rai 2 (2022-2023) e poi su Rai 1 (dal 2024).

## Il programma
La prima edizione si è svolta a Roma, Portopiccolo (Trieste) e Rimini dal 23 giugno al 2 luglio 2022 ed è andata in onda in differita con la conduzione di Andrea Delogu e Stefano De Martino dal 30 giugno al 4 agosto 2022 per sei puntate seguite da una puntata speciale, andata in onda l'11 agosto 2022, con il meglio dell'edizione. Le registrazioni sono state effettuate a Roma in piazza del Popolo il 23, 24 e 25 giugno, a Portopiccolo (Trieste) il 28 e il 29 giugno e a Rimini in piazza Federico Fellini il 1º e il 2 luglio.
La seconda edizione si è svolta a Roma e Rimini dal 17 giugno all'8 luglio 2023 ed è andata in onda in differita, con la conduzione di Andrea Delogu e Nek, dal 25 giugno al 30 luglio 2023 per sei puntate seguite da una puntata speciale, andata in onda il 6 agosto 2023, con il meglio dell'edizione. Le registrazioni sono state effettuate a Roma in piazza del Popolo il 17, 18 e 19 giugno e a Rimini in piazza Federico Fellini il 6, il 7 e l'8 luglio.
La terza edizione si è svolta a Roma dall'11 al 14 giugno 2024 ed è andata in onda in differita, con la conduzione di Andrea Delogu e Carlo Conti, dal 28 giugno al 19 luglio 2024 per quattro puntate seguite da una puntata speciale, andata in onda il 26 luglio 2024, con il meglio dell'edizione. Le registrazioni sono state effettuate a Roma in piazza del Popolo dall'11 al 14 giugno. 
La quarta edizione si è svolta a Roma dal 7 al 10 giugno 2025 ed è andata in onda in differita, con la conduzione di Andrea Delogu e Carlo Conti, dal 13 giugno al 4 luglio 2025 per quattro puntate seguite da una puntata speciale, andata in onda l'11 luglio 2025, con il meglio dell'edizione. Le registrazioni sono state effettuate a Roma in piazza del Popolo dal 7 al 10 giugno. 

## Edizioni
| Edizione | Rete televisiva | Conduzione    | Conduzione         | Registrazione  | Registrazione  | Puntate | Messa in onda  | Messa in onda  | Sponsor | Sponsor | Inviati          | Inviati          | Location                   |
| Edizione | Rete televisiva | Conduzione    | Conduzione         | Inizio         | Fine           | Puntate | Inizio         | Fine           | Sponsor | Sponsor | Inviati          | Inviati          | Location                   |
| -------- | --------------- | ------------- | ------------------ | -------------- | -------------- | ------- | -------------- | -------------- | ------- | ------- | ---------------- | ---------------- | -------------------------- |
| 1ª       | Rai 2           | Andrea Delogu | Stefano De Martino | 23 giugno 2022 | 2 luglio 2022  | 6       | 30 giugno 2022 | 4 agosto 2022  | TIM     | Suzuki  | Saverio Raimondo | Saverio Raimondo | Roma, Rimini, Portopiccolo |
| 2ª       | Rai 2           | Andrea Delogu | Nek                | 17 giugno 2023 | 8 luglio 2023  | 6       | 25 giugno 2023 | 30 luglio 2023 | TIM     | Suzuki  | Gli Autogol      | Gli Autogol      | Roma, Rimini               |
| 3ª       | Rai 1           | Andrea Delogu | Carlo Conti        | 11 giugno 2024 | 14 giugno 2024 | 4       | 28 giugno 2024 | 19 luglio 2024 | TIM     | Suzuki  | Gabriele Vagnato | Gabriele Vagnato | Roma                       |
| 4ª       | Rai 1           | Andrea Delogu | Carlo Conti        | 7 giugno 2025  | 10 giugno 2025 | 4       | 13 giugno 2025 | 4 luglio 2025  | TIM     | Suzuki  | Mattia Stanga    | Jody Cecchetto   | Roma                       |

### Prima edizione (2022)

#### Esibizioni in apertura di serata
- Marco Mengoni – Ma stasera (1ª puntata)
- Nek – Se telefonando (2ª puntata)
- J-Ax – Medley: Salsa, Ostia lido, Maria Salvador (3ª puntata)
- La Rappresentante di Lista – Ciao ciao (4ª puntata)
- Bob Sinclar – A far l'amore comincia tu (5ª puntata)
- Álvaro Soler – El mismo sol (6ª puntata)

#### Esibizioni di puntata
| Artista                                       | Brani | Puntate | Puntate | Puntate | Puntate | Puntate | Puntate | Puntate |
| Artista                                       | Brani | 1       | 2       | 3       | 4       | 5       | 6       | Best of |
| --------------------------------------------- | --- | ------- | ------- | ------- | ------- | ------- | ------- | ------- |
| Achille Lauro                                 | Medley: Rolls Royce, Bam Bam Twist, 16 marzo                                                                                 | N.D.    | N.D.    |         | N.D.    | N.D.    | N.D.    |         |
| Aiello                                        | Paradiso | N.D.    |         | N.D.    | N.D.    | N.D.    | N.D.    | N.D.    |
| AKA 7even                                     | Medley: Toca, Loca | N.D.    | N.D.    | N.D.    |         | N.D.    | N.D.    | N.D.    |
| Albe                                          | Karma | N.D.    | N.D.    | N.D.    | N.D.    | N.D.    |         | N.D.    |
| Alessandra Amoroso                            | Camera 209 (1ª puntata); Medley: Tutte le volte, Comunque andare, Sorriso grande (2ª puntata)                                |         |         | N.D.    | N.D.    | N.D.    | N.D.    |         |
| Alex Wyse                                     | Non siamo soli | N.D.    |         | N.D.    | N.D.    |         | N.D.    | N.D.    |
| Álvaro Soler                                  | Solo para ti | N.D.    | N.D.    | N.D.    | N.D.    | N.D.    |         | N.D.    |
| Ana Mena                                      | Mezzanotte | N.D.    | N.D.    | N.D.    | N.D.    |         | N.D.    |         |
| Arisa                                         | Tu mi perdición | N.D.    | N.D.    |         | N.D.    | N.D.    | N.D.    | N.D.    |
| Baby K e Mika                                 | Bolero | N.D.    |         | N.D.    | N.D.    | N.D.    | N.D.    | N.D.    |
| Biagio Antonacci                              | Seria (1ª, 2ª e 3ª puntata); Medley: Iris, Se io se lei, Non vivo più senza te (2ª puntata); Ti penso raramente (3ª puntata) |         |         |         | N.D.    | N.D.    | N.D.    |         |
| Blanco                                        | Nostalgia | N.D.    | N.D.    |         | N.D.    | N.D.    | N.D.    |         |
| Bob Sinclar e Nyv                             | Borderline | N.D.    | N.D.    | N.D.    | N.D.    |         | N.D.    | N.D.    |
| Boomdabash e Annalisa                         | Tropicana | N.D.    |         |         | N.D.    | N.D.    | N.D.    |         |
| Bresh                                         | Andrea | N.D.    | N.D.    | N.D.    | N.D.    | N.D.    |         | N.D.    |
| Carl Brave e Noemi                            | Hula-Hoop |         | N.D.    | N.D.    | N.D.    | N.D.    | N.D.    | N.D.    |
| Chiara Galiazzo                               | Un'estate fa | N.D.    | N.D.    | N.D.    |         | N.D.    | N.D.    | N.D.    |
| Clementino                                    | ATM | N.D.    | N.D.    | N.D.    | N.D.    |         | N.D.    | N.D.    |
| Coez                                          | Essere liberi (2ª e 4ª puntata); Come nelle canzoni (6ª puntata)                                                             | N.D.    |         | N.D.    |         | N.D.    |         |         |
| Deddy                                         | Luci addosso | N.D.    | N.D.    | N.D.    | N.D.    | N.D.    |         | N.D.    |
| Dargen D'Amico                                | Dove si balla (4ª puntata); Ubriaco di te (6ª puntata)                                                                       | N.D.    | N.D.    | N.D.    |         | N.D.    |         | N.D.    |
| Ditonellapiaga                                | Disco (I Love It) | N.D.    | N.D.    | N.D.    | N.D.    | N.D.    |         | N.D.    |
| Elisa                                         | Litoranea (1ª e 4ª puntata); No Hero (4ª puntata)                                                                            |         | N.D.    | N.D.    |         | N.D.    | N.D.    |         |
| Elodie                                        | Tribale |         | N.D.    | N.D.    |         | N.D.    | N.D.    | N.D.    |
| Emis Killa                                    | Lucifero | N.D.    | N.D.    | N.D.    | N.D.    |         | N.D.    | N.D.    |
| Ermal Meta                                    | Una cosa più grande | N.D.    | N.D.    |         | N.D.    | N.D.    | N.D.    | N.D.    |
| Fabri Fibra e Maurizio Carucci                | Stelle |         | N.D.    | N.D.    | N.D.    | N.D.    | N.D.    |         |
| Fabrizio Moro                                 | Medley: La mia voce, Il senso di ogni cosa (2ª e 3ª puntata); Non mi avete fatto niente (con Ermal Meta) (3ª puntata)        | N.D.    |         |         | N.D.    | N.D.    | N.D.    | N.D.    |
| Federico Rossi                                | Le Mans | N.D.    | N.D.    | N.D.    | N.D.    |         | N.D.    | N.D.    |
| Fedez, Tananai e Mara Sattei                  | La dolce vita | N.D.    | N.D.    | N.D.    |         | N.D.    |         |         |
| Francesca Michielin                           | Bonsoir | N.D.    | N.D.    |         | N.D.    |         | N.D.    | N.D.    |
| Francesco Gabbani                             | Peace & Love (2ª e 4ª puntata); Medley: Volevamo solo essere felici, Viceversa, Occidentali's Karma (4ª puntata)             | N.D.    |         | N.D.    |         | N.D.    | N.D.    | N.D.    |
| Francesco Renga                               | Mille errori (2ª e 3ª puntata); Il mio giorno più bello nel mondo (5ª puntata)                                               | N.D.    |         |         | N.D.    |         | N.D.    | N.D.    |
| Franco126 e Loredana Bertè                    | Mare malinconia | N.D.    | N.D.    |         | N.D.    |         | N.D.    | N.D.    |
| Fred De Palma                                 | Extasi |         | N.D.    | N.D.    | N.D.    | N.D.    | N.D.    | N.D.    |
| Gabry Ponte e Lumix                           | We Could Be Together | N.D.    | N.D.    | N.D.    | N.D.    |         | N.D.    | N.D.    |
| Gaia                                          | Medley: Salina, Chega | N.D.    |         | N.D.    | N.D.    | N.D.    | N.D.    | N.D.    |
| Gaudiano                                      | 100 kg di piume | N.D.    | N.D.    | N.D.    | N.D.    | N.D.    |         | N.D.    |
| Ghali                                         | Pare | N.D.    | N.D.    |         | N.D.    | N.D.    | N.D.    |         |
| Gianmaria                                     | Non dovevo farlo | N.D.    | N.D.    |         | N.D.    | N.D.    | N.D.    | N.D.    |
| Gigi D'Alessio                                | Medley: Quanti amori, Un nuovo bacio, Non mollare mai, Como suena el corazon                                                 |         | N.D.    | N.D.    | N.D.    | N.D.    | N.D.    | N.D.    |
| Giusy Ferreri                                 | Causa effetto | N.D.    | N.D.    | N.D.    |         |         | N.D.    | N.D.    |
| Il Tre                                        | Boogie Woogie | N.D.    | N.D.    | N.D.    | N.D.    |         | N.D.    | N.D.    |
| Irama                                         | 5 gocce |         | N.D.    | N.D.    | N.D.    | N.D.    | N.D.    | N.D.    |
| J-Ax e Shade                                  | Tori seduti | N.D.    | N.D.    |         | N.D.    | N.D.    | N.D.    | N.D.    |
| La Rappresentante di Lista                    | Diva | N.D.    | N.D.    | N.D.    |         | N.D.    | N.D.    | N.D.    |
| La Rua                                        | La sera dei miracoli, Sotto un treno                                                                                         | N.D.    | N.D.    | N.D.    | N.D.    | N.D.    |         | N.D.    |
| Lazza                                         | Panico | N.D.    |         | N.D.    | N.D.    | N.D.    | N.D.    |         |
| LDA                                           | Bandana | N.D.    | N.D.    | N.D.    |         |         | N.D.    | N.D.    |
| Luigi Strangis                                | Tienimi stanotte |         | N.D.    |         | N.D.    | N.D.    | N.D.    |         |
| Madame                                        | L'eccezione |         | N.D.    | N.D.    | N.D.    | N.D.    | N.D.    | N.D.    |
| Malika Ayane                                  | Una ragazza | N.D.    |         |         | N.D.    | N.D.    | N.D.    | N.D.    |
| Marco Masini                                  | Medley: T'innamorerai; Vaffanculo                                                                                            | N.D.    | N.D.    | N.D.    |         | N.D.    | N.D.    | N.D.    |
| Marco Mengoni                                 | No stress |         | N.D.    | N.D.    | N.D.    | N.D.    | N.D.    |         |
| Margherita Vicario                            | Onde | N.D.    | N.D.    | N.D.    | N.D.    | N.D.    |         | N.D.    |
| Mario Biondi                                  | Romantic Song | N.D.    | N.D.    | N.D.    | N.D.    | N.D.    |         | N.D.    |
| Marracash                                     | Crazy Love |         | N.D.    | N.D.    | N.D.    | N.D.    | N.D.    |         |
| Matteo Bocelli                                | Tempo | N.D.    | N.D.    | N.D.    | N.D.    |         | N.D.    | N.D.    |
| Matteo Romano                                 | Tramontana | N.D.    | N.D.    | N.D.    | N.D.    | N.D.    |         | N.D.    |
| Michael Bublé                                 | Higher; Sway |         | N.D.    | N.D.    | N.D.    | N.D.    | N.D.    |         |
| Michele Bravi                                 | Zodiaco; Inverno dei fiori                                                                                                   | N.D.    | N.D.    | N.D.    |         | N.D.    | N.D.    | N.D.    |
| Mika                                          | Medley: Yo Yo, Ice Cream, Relax, Take It Easy                                                                                | N.D.    |         | N.D.    | N.D.    | N.D.    | N.D.    |         |
| Mr. Rain                                      | Medley: Meteoriti, Fiori di Chernobyl                                                                                        | N.D.    | N.D.    | N.D.    | N.D.    | N.D.    |         | N.D.    |
| Myss Keta                                     | Finimondo | N.D.    | N.D.    | N.D.    | N.D.    | N.D.    |         | N.D.    |
| Nek                                           | Lascia che io sia (2ª e 6ª puntata); Almeno stavolta (4ª puntata)                                                            | N.D.    |         | N.D.    |         | N.D.    |         | N.D.    |
| Nina Zilli                                    | Munsta | N.D.    | N.D.    | N.D.    | N.D.    |         |         | N.D.    |
| Olly                                          | Un'altra volta | N.D.    | N.D.    | N.D.    | N.D.    |         | N.D.    | N.D.    |
| Pinguini Tattici Nucleari                     | Giovani Wannabe |         | N.D.    | N.D.    | N.D.    | N.D.    | N.D.    |         |
| Priestess                                     | Lama d'argento | N.D.    | N.D.    | N.D.    | N.D.    |         | N.D.    | N.D.    |
| Raf                                           | Cherie (2ª e 3ª puntata); Infinito (3ª puntata)                                                                              | N.D.    |         |         | N.D.    | N.D.    | N.D.    |         |
| Raphael Gualazzi                              | Il mondo | N.D.    | N.D.    | N.D.    |         | N.D.    | N.D.    | N.D.    |
| Rettore                                       | Medley: Kobra, Splendido splendente, Lamette, Chimica                                                                        | N.D.    | N.D.    | N.D.    | N.D.    | N.D.    |         | N.D.    |
| Rettore e Tancredi                            | Faccio da me | N.D.    | N.D.    | N.D.    |         | N.D.    | N.D.    | N.D.    |
| Rhove                                         | Shakerando | N.D.    | N.D.    |         | N.D.    | N.D.    | N.D.    |         |
| Rkomi                                         | Ossa rotte (3ª puntata); Insuperabile (5ª puntata)                                                                           | N.D.    | N.D.    |         | N.D.    |         | N.D.    |         |
| Rocco Hunt                                    | Medley: Ti volevo dedicare, A un passo dalla luna, Nu juorno buono                                                           | N.D.    | N.D.    | N.D.    | N.D.    |         | N.D.    | N.D.    |
| Rocco Hunt, Elettra Lamborghini e Lola Índigo | Caramello | N.D.    |         |         | N.D.    | N.D.    | N.D.    |         |
| Chiamamifaro e Rovere                         | Sottacqua | N.D.    | N.D.    | N.D.    | N.D.    |         | N.D.    | N.D.    |
| Sam Ryder                                     | Space Man | N.D.    | N.D.    |         | N.D.    | N.D.    | N.D.    | N.D.    |
| Sangiovanni                                   | Scossa | N.D.    |         | N.D.    | N.D.    | N.D.    | N.D.    | N.D.    |
| Silvia Salemi                                 | A casa di Luca | N.D.    | N.D.    | N.D.    | N.D.    |         | N.D.    | N.D.    |
| Sissi                                         | Stupido | N.D.    | N.D.    | N.D.    | N.D.    | N.D.    |         | N.D.    |
| Tananai                                       | Baby Goddamn (1ª puntata); Pasta (2ª puntata); Sesso occasionale (4ª puntata)                                                |         |         | N.D.    |         | N.D.    | N.D.    |         |
| The Kolors                                    | Medley: Blackout, Cabriolet panorama, Everytime                                                                              | N.D.    | N.D.    | N.D.    |         | N.D.    | N.D.    | N.D.    |
| Tommaso Paradiso                              | Piove in discoteca |         | N.D.    | N.D.    |         | N.D.    | N.D.    |         |
| Umberto Tozzi                                 | Medley: Ti amo, Stella stai, Gloria                                                                                          |         | N.D.    | N.D.    | N.D.    | N.D.    | N.D.    | N.D.    |
| Valentina Parisse                             | Animali | N.D.    |         | N.D.    | N.D.    | N.D.    |         | N.D.    |
| Valerio Lundini e i Vazzanikki                | Le donne | N.D.    | N.D.    | N.D.    | N.D.    |         | N.D.    | N.D.    |
| Vegas Jones e Nika Paris                      | Amnésie | N.D.    | N.D.    | N.D.    |         | N.D.    | N.D.    | N.D.    |
| Willie Peyote                                 | La colpa al vento | N.D.    | N.D.    | N.D.    | N.D.    |         | N.D.    | N.D.    |

#### Ascolti
| Puntata | Location     | Messa in onda  | Ascolti        | Ascolti | Ascolti |
| Puntata | Location     | Messa in onda  | Telespettatori | Share   | Fonte   |
| ------- | ------------ | -------------- | -------------- | ------- | ------- |
| 1       | Roma         | 30 giugno 2022 | 1 578 000      | 12,02%  | [ 3 ]   |
| 2       | Roma         | 7 luglio 2022  | 1 613 000      | 12,81%  | [ 4 ]   |
| 3       | Rimini       | 14 luglio 2022 | 1 389 000      | 11,82%  | [ 5 ]   |
| 4       | Portopiccolo | 25 luglio 2022 | 1 238 000      | 10,01%  | [ 6 ]   |
| 5       | Rimini       | 28 luglio 2022 | 1 184 000      | 9,95%   | [ 7 ]   |
| 6       | Portopiccolo | 4 agosto 2022  | 1 250 000      | 10,44%  | [ 8 ]   |
| Media   | Media        | Media          | 1 375 000      | 11,18%  |         |
| Best of | Best of      | 11 agosto 2022 | 978 000        | 8,09%   | [ 9 ]   |

### Seconda edizione (2023)

#### Esibizioni in apertura di serata
- Tony Effe ed Emma – Taxi sulla Luna (1ª puntata)
- Pinguini Tattici Nucleari – Rubami la notte (2ª puntata)
- Rocco Hunt – Non litighiamo più (3ª puntata)
- Gabry Ponte e Hosanna – One by one (4ª puntata)
- Tommaso Paradiso – Viaggio intorno al sole (5ª puntata)
- Federico Rossi – Maledetto mare (6ª puntata)

#### Esibizioni di puntata
| Artista                             | Brani | Puntate | Puntate | Puntate | Puntate | Puntate | Puntate | Puntate |
| Artista                             | Brani | 1       | 2       | 3       | 4       | 5       | 6       | Best of |
| ----------------------------------- | --- | ------- | ------- | ------- | ------- | ------- | ------- | ------- |
| Achille Lauro                       | Fragole (con Rose Villain) (1ª e 2ª puntata); Medley: Rolls Royce, Bam Bam Twist, 16 marzo (5ª e 6ª puntata)                          |         |         | N.D.    | N.D.    |         |         |         |
| AKA 7even                           | Rock n Roll | N.D.    | N.D.    | N.D.    |         | N.D.    | N.D.    | N.D.    |
| Aiello                              | Mi piace molto | N.D.    | N.D.    | N.D.    | N.D.    | N.D.    |         | N.D.    |
| Alex Britti                         | Tutti come te | N.D.    | N.D.    | N.D.    | N.D.    |         | N.D.    | N.D.    |
| Alexia                              | Medley: Dimmi come..., Summer Is Crazy, Proiettili e diamanti                                                                         | N.D.    | N.D.    | N.D.    |         | N.D.    | N.D.    | N.D.    |
| Alfa                                | Bellissimissima | N.D.    | N.D.    | N.D.    | N.D.    |         | N.D.    |         |
| Ana Mena                            | Acquamarina (con Guè) | N.D.    | N.D.    |         |         |         | N.D.    |         |
| Annalisa                            | Mon Amour |         |         | N.D.    |         |         | N.D.    |         |
| Articolo 31                         | Medley: L'italiano medio, Domani Smetto, Spirale ovale, Gente che spera, Volume, La fidanzata, Ohi Maria, Il Funkytarro, Tranqi Funky | N.D.    |         | N.D.    | N.D.    | N.D.    | N.D.    | N.D.    |
| Ariete                              | Un'altra ora | N.D.    |         | N.D.    | N.D.    | N.D.    | N.D.    | N.D.    |
| Arisa                               | Non vado via (3ª e 5ª puntata), La notte (6ª puntata)                                                                                 | N.D.    | N.D.    |         | N.D.    |         |         | N.D.    |
| Asteria                             | Resto in Chill | N.D.    | N.D.    | N.D.    | N.D.    | N.D.    |         | N.D.    |
| Ava, Anna e Capo Plaza              | Vetri neri | N.D.    | N.D.    |         | N.D.    | N.D.    | N.D.    |         |
| Baby K                              | M'ama non m'ama | N.D.    | N.D.    |         | N.D.    | N.D.    | N.D.    | N.D.    |
| Benji e Finley                      | Politically correct | N.D.    | N.D.    | N.D.    | N.D.    | N.D.    |         | N.D.    |
| Blanco                              | Un briciolo di allegria | N.D.    | N.D.    | N.D.    |         |         | N.D.    |         |
| Boomdabash                          | L'unica cosa che vuoi, Lambada (con Paola & Chiara)                                                                                   | N.D.    |         | N.D.    | N.D.    | N.D.    | N.D.    | N.D.    |
| Boro                                | Coco Chanel, Suavemente | N.D.    | N.D.    |         | N.D.    | N.D.    | N.D.    | N.D.    |
| Bresh                               | Altamente mia, Guasto d'amore | N.D.    |         | N.D.    | N.D.    | N.D.    | N.D.    |         |
| Carl Brave                          | Lieto fine | N.D.    | N.D.    |         | N.D.    | N.D.    | N.D.    | N.D.    |
| Chiello                             | Quanto ti vorrei | N.D.    | N.D.    | N.D.    | N.D.    | N.D.    |         | N.D.    |
| Ciccio Merolla                      | Malatìa | N.D.    | N.D.    | N.D.    |         | N.D.    | N.D.    | N.D.    |
| Clara                               | Origami all'alba |         | N.D.    | N.D.    | N.D.    | N.D.    | N.D.    | N.D.    |
| Claude                              | Ladada (Mes derniers mots) | N.D.    | N.D.    | N.D.    |         | N.D.    | N.D.    | N.D.    |
| Clementino                          | Guardando la luna (Napoli RMX) | N.D.    | N.D.    | N.D.    | N.D.    |         | N.D.    | N.D.    |
| Cmqmartina                          | Mi ami davvero? | N.D.    | N.D.    | N.D.    | N.D.    | N.D.    |         | N.D.    |
| Colapesce Dimartino                 | Considera |         | N.D.    | N.D.    | N.D.    | N.D.    | N.D.    | N.D.    |
| Colla Zio                           | Asfalto | N.D.    | N.D.    | N.D.    | N.D.    | N.D.    |         | N.D.    |
| Coma Cose                           | Agosto morsica (3ª e 4ª puntata), L'addio (6ª puntata)                                                                                | N.D.    | N.D.    |         |         | N.D.    |         |         |
| Dargen D'Amico                      | Pelle d'oca | N.D.    |         | N.D.    | N.D.    | N.D.    | N.D.    | N.D.    |
| Diodato                             | Occhiali da sole | N.D.    | N.D.    | N.D.    |         |         | N.D.    |         |
| Elettra Lamborghini                 | Mani in alto (4ª e 5ª puntata); Medley: Pistolero, Pem Pem (6ª puntata)                                                               | N.D.    | N.D.    | N.D.    |         |         |         |         |
| Elodie                              | Pazza musica (con Marco Mengoni) |         |         | N.D.    | N.D.    | N.D.    | N.D.    |         |
| Emis Killa                          | On Fire, Rollercoaster | N.D.    | N.D.    |         | N.D.    |         | N.D.    |         |
| Emma                                | Mezzo mondo (2ª, 4ª e 6ª puntata), Taxi sulla Luna (con Tony Effe) (3ª, 4ª e 5ª puntata)                                              | N.D.    |         |         |         |         |         |         |
| Ex-Otago                            | La fine | N.D.    | N.D.    | N.D.    | N.D.    | N.D.    |         | N.D.    |
| Fabio Rovazzi                       | La discoteca italiana (con Orietta Berti) (1ª e 3ª puntata); Medley: Faccio quello che voglio, Andiamo a comandare (3ª puntata)       |         | N.D.    |         | N.D.    | N.D.    | N.D.    |         |
| Fabrizio Moro                       | Dove | N.D.    |         | N.D.    | N.D.    | N.D.    | N.D.    | N.D.    |
| Fedez, Annalisa e Articolo 31       | Disco Paradise |         |         | N.D.    | N.D.    | N.D.    | N.D.    |         |
| Francesca Michielin                 | Fulmini addosso, Disco dance (con Gianmaria)                                                                                          |         | N.D.    | N.D.    | N.D.    | N.D.    | N.D.    | N.D.    |
| Francesco Gabbani                   | Spazio tempo, Occidentali's Karma | N.D.    |         | N.D.    | N.D.    | N.D.    | N.D.    | N.D.    |
| Francesco Renga e Nek               | Il solito lido |         | N.D.    | N.D.    |         |         | N.D.    |         |
| Fred De Palma                       | Melodia criminal, Una volta ancora (con Ana Mena)                                                                                     | N.D.    | N.D.    | N.D.    | N.D.    |         | N.D.    | N.D.    |
| Fulminacci                          | Ragù | N.D.    | N.D.    | N.D.    | N.D.    | N.D.    |         | N.D.    |
| Gaia                                | Estasi | N.D.    |         | N.D.    |         | N.D.    | N.D.    | N.D.    |
| Galeffi                             | Nirvan Van Gogh | N.D.    | N.D.    | N.D.    | N.D.    | N.D.    |         | N.D.    |
| Giorgia                             | Senza confine | N.D.    |         | N.D.    | N.D.    | N.D.    | N.D.    |         |
| Giuse The Lizia                     | Lato A Lato B | N.D.    | N.D.    | N.D.    | N.D.    | N.D.    |         | N.D.    |
| Guè                                 | Cookies n' Cream, Mollami pt. 2 | N.D.    |         | N.D.    | N.D.    | N.D.    | N.D.    | N.D.    |
| Il Tre                              | Te lo prometto | N.D.    | N.D.    | N.D.    | N.D.    | N.D.    |         | N.D.    |
| Irama e Rkomi                       | Hollywood |         |         | N.D.    | N.D.    | N.D.    | N.D.    | N.D.    |
| Junior Cally                        | Miracolo | N.D.    | N.D.    | N.D.    | N.D.    | N.D.    |         | N.D.    |
| LDA                                 | Granita | N.D.    |         | N.D.    |         | N.D.    | N.D.    | N.D.    |
| Leo Gassmann                        | Capiscimi | N.D.    |         | N.D.    | N.D.    | N.D.    | N.D.    | N.D.    |
| Levante                             | Canzone d'estate | N.D.    | N.D.    |         | N.D.    | N.D.    | N.D.    | N.D.    |
| Lo Stato Sociale e Mobrici          | Per farti ridere di me | N.D.    | N.D.    | N.D.    | N.D.    | N.D.    |         | N.D.    |
| Ludwig                              | La stessa cosa | N.D.    | N.D.    | N.D.    | N.D.    | N.D.    |         | N.D.    |
| Madame                              | Il bene nel male, Aranciata | N.D.    |         | N.D.    | N.D.    | N.D.    | N.D.    |         |
| Mara Sattei                         | Tasche | N.D.    | N.D.    |         |         | N.D.    | N.D.    | N.D.    |
| Marco Mengoni                       | Due vite |         | N.D.    | N.D.    | N.D.    | N.D.    | N.D.    |         |
| Matteo Romano e Luigi Strangis      | Tulipani blu | N.D.    | N.D.    |         | N.D.    |         | N.D.    | N.D.    |
| Max Pezzali                         | Medley: Sei un mito, Nord sud ovest est, Tieni il tempo, Hanno ucciso l'Uomo Ragno                                                    |         | N.D.    |         | N.D.    | N.D.    | N.D.    |         |
| Merk & Kremont, Tananai e Marracash | Un altro mondo |         | N.D.    |         | N.D.    | N.D.    | N.D.    |         |
| Myss Keta                           | Profumo |         | N.D.    | N.D.    | N.D.    | N.D.    | N.D.    | N.D.    |
| Mr. Rain                            | Supereroi, La fine del mondo (con Sangiovanni)                                                                                        |         | N.D.    | N.D.    | N.D.    | N.D.    | N.D.    | N.D.    |
| Neima Ezza                          | Casa | N.D.    | N.D.    | N.D.    | N.D.    | N.D.    |         | N.D.    |
| Nina Zilli                          | Innamorata (F U!) | N.D.    | N.D.    | N.D.    |         |         | N.D.    | N.D.    |
| Olly                                | Tutto con te | N.D.    | N.D.    | N.D.    |         |         | N.D.    | N.D.    |
| Paola & Chiara                      | Mare caos (1ª e 5ª puntata), Furore (4ª puntata)                                                                                      |         | N.D.    | N.D.    |         |         | N.D.    |         |
| Piero Pelù e Alborosie              | Musica libera | N.D.    | N.D.    |         | N.D.    | N.D.    | N.D.    | N.D.    |
| Pinguini Tattici Nucleari           | Rubami la notte |         |         | N.D.    | N.D.    | N.D.    | N.D.    |         |
| Raf                                 | 80 voglia di te |         | N.D.    | N.D.    |         | N.D.    | N.D.    | N.D.    |
| Rhove                               | Pelé, Ancora | N.D.    | N.D.    |         | N.D.    | N.D.    | N.D.    | N.D.    |
| Rocco Hunt                          | Non litighiamo più (3ª, 4ª e 5ª puntata); Medley: Ti volevo dedicare, Caramello (6ª puntata)                                          | N.D.    | N.D.    |         |         |         |         |         |
| Rosa Chemical                       | Made in Italy, Bellu guaglione | N.D.    |         |         | N.D.    | N.D.    | N.D.    |         |
| Rovere                              | Glitch | N.D.    | N.D.    | N.D.    | N.D.    | N.D.    |         | N.D.    |
| Santi Francesi                      | La noia | N.D.    | N.D.    | N.D.    | N.D.    | N.D.    |         | N.D.    |
| Seryo                               | Divento rosso | N.D.    | N.D.    | N.D.    | N.D.    | N.D.    |         | N.D.    |
| Sethu                               | Mare di lacrime | N.D.    | N.D.    | N.D.    | N.D.    | N.D.    |         | N.D.    |
| Shade e Federica Carta              | Per sempre mai | N.D.    | N.D.    |         | N.D.    | N.D.    | N.D.    | N.D.    |
| Shari                               | Egoista, Mi sanguina il cuore | N.D.    | N.D.    | N.D.    | N.D.    | N.D.    |         | N.D.    |
| Sophie and the Giants               | DNA | N.D.    | N.D.    |         | N.D.    | N.D.    | N.D.    | N.D.    |
| Tananai                             | Tango (2ª e 4ª puntata), Abissale (5ª puntata)                                                                                        | N.D.    |         | N.D.    |         |         | N.D.    |         |
| Tedua                               | Malamente, Red Light | N.D.    |         | N.D.    | N.D.    | N.D.    | N.D.    |         |
| The Kolors                          | Italodisco |         | N.D.    | N.D.    | N.D.    | N.D.    | N.D.    |         |
| Tommaso Paradiso                    | Viaggio intorno al sole | N.D.    | N.D.    | N.D.    |         | N.D.    | N.D.    |         |
| Tommy Dali e NDG                    | Miss | N.D.    | N.D.    | N.D.    | N.D.    | N.D.    |         | N.D.    |
| Tony Effe                           | Taxi sulla Luna (con Emma) (3ª, 4ª e 5ª puntata), Boss (4ª puntata)                                                                   | N.D.    | N.D.    |         |         |         | N.D.    |         |
| Tredici Pietro e Lil Busso          | Bro + Bro | N.D.    | N.D.    | N.D.    | N.D.    |         | N.D.    | N.D.    |
| Valentina Parisse                   | Sahara | N.D.    | N.D.    | N.D.    | N.D.    | N.D.    |         | N.D.    |
| Vegas Jones                         | Il mio dawg | N.D.    | N.D.    | N.D.    | N.D.    | N.D.    |         | N.D.    |
| Wayne                               | Dirty Love | N.D.    | N.D.    |         | N.D.    | N.D.    | N.D.    | N.D.    |
| Zero Assoluto                       | Sardegna, Per dimenticare | N.D.    | N.D.    | N.D.    | N.D.    | N.D.    |         | N.D.    |

#### Ascolti
| Puntata | Location | Messa in onda  | Ascolti        | Ascolti | Ascolti |
| Puntata | Location | Messa in onda  | Telespettatori | Share   | Fonte   |
| ------- | -------- | -------------- | -------------- | ------- | ------- |
| 1       | Roma     | 25 giugno 2023 | 2 001 000      | 14,37%  | [ 10 ]  |
| 2       | Roma     | 2 luglio 2023  | 1 492 000      | 10,92%  | [ 11 ]  |
| 3       | Roma     | 9 luglio 2023  | 1 315 000      | 9,89%   | [ 12 ]  |
| 4       | Rimini   | 16 luglio 2023 | 1 242 000      | 10,08%  | [ 13 ]  |
| 5       | Rimini   | 23 luglio 2023 | 1 275 000      | 10,95%  | [ 14 ]  |
| 6       | Rimini   | 30 luglio 2023 | 974 000        | 8,28%   | [ 15 ]  |
| Media   | Media    | Media          | 1 383 000      | 10,75%  |         |
| Best of | Best of  | 6 agosto 2023  | 1 001 000      | 8,03%   | [ 16 ]  |

### Terza edizione (2024)

#### Esibizioni in apertura di serata
- Antonello Venditti – Notte prima degli esami (1ª puntata)
- Loredana Bertè – Pazza (2ª puntata)
- Gigi D'Alessio –  Medley: Quanti amori, Un nuovo bacio, Senza tuccà, Mon amour, Como suena el corazon, Non mollare mai (3ª puntata)
- Ricchi e Poveri – Ma non tutta la vita e Aria (4ª puntata)

#### Esibizioni di puntata
| Artista                     | Brani                                                                                | Puntate | Puntate | Puntate | Puntate | Puntate |
| Artista                     | Brani                                                                                | 1       | 2       | 3       | 4       | Best of |
| --------------------------- | ------------------------------------------------------------------------------------ | ------- | ------- | ------- | ------- | ------- |
| Achille Lauro               | Banda Kawasaki, Thoiry Remix, 16 marzo                                               | N.D.    | N.D.    |         | N.D.    | N.D.    |
| Aiello                      | Talete                                                                               | N.D.    | N.D.    | N.D.    |         | N.D.    |
| Alessandra Amoroso          | Mezzo rotto (con BigMama) (2ª e 3ª puntata), Fino a qui (2ª puntata)                 | N.D.    |         |         | N.D.    |         |
| Alfa                        | Vabbè ciao                                                                           | N.D.    |         | N.D.    | N.D.    | N.D.    |
| Ana Mena e Dargen D'Amico   | Cinema spento                                                                        | N.D.    | N.D.    | N.D.    |         | N.D.    |
| Angelina Mango              | La noia (1ª puntata), Melodrama (1ª e 3ª puntata)                                    |         | N.D.    |         | N.D.    |         |
| Anna                        | 30°C                                                                                 | N.D.    | N.D.    | N.D.    |         |         |
| Annalisa                    | Storie brevi (con Tananai) (1ª e 2ª puntata), Sinceramente (1ª puntata)              |         |         | N.D.    | N.D.    |         |
| Arisa                       | Baciami stupido                                                                      |         | N.D.    | N.D.    | N.D.    | N.D.    |
| Articolo 31                 | Ohi Maria, Peyote                                                                    | N.D.    |         | N.D.    | N.D.    | N.D.    |
| Baby K                      | Fino al Blackout, Medley: Playa, Da zero a cento, Roma-Bangkok                       | N.D.    |         | N.D.    | N.D.    | N.D.    |
| Benji & Fede                | Musica animale                                                                       | N.D.    | N.D.    | N.D.    |         |         |
| BigMama                     | La rabbia non ti basta                                                               | N.D.    | N.D.    |         | N.D.    | N.D.    |
| Bnkr44                      | Estate 80, Ma che idea (con Pino D'Angiò)                                            | N.D.    | N.D.    | N.D.    |         | N.D.    |
| Boomdabash                  | Love U/Hate U                                                                        | N.D.    | N.D.    | N.D.    |         | N.D.    |
| Bresh                       | Torcida, Nightmares                                                                  | N.D.    | N.D.    |         | N.D.    |         |
| Capo Plaza                  | Acqua passata, Ancora qua                                                            | N.D.    | N.D.    |         | N.D.    | N.D.    |
| Clara                       | Diamanti grezzi                                                                      | N.D.    | N.D.    |         | N.D.    | N.D.    |
| Colapesce Dimartino         | Innamorarsi perdutamente non è mai un affare                                         | N.D.    | N.D.    | N.D.    |         | N.D.    |
| Coma Cose                   | Malavita                                                                             | N.D.    |         | N.D.    | N.D.    |         |
| Corona                      | The Rhythm of the Night                                                              | N.D.    | N.D.    |         | N.D.    | N.D.    |
| Cristiano Malgioglio        | Fernando                                                                             | N.D.    | N.D.    | N.D.    |         |         |
| Dargen D'Amico              | Onda alta                                                                            | N.D.    | N.D.    | N.D.    |         | N.D.    |
| Eiffel 65                   | Bestiale (con Loredana Bertè)                                                        | N.D.    |         | N.D.    | N.D.    | N.D.    |
| Elettra Lamborghini e Shade | Dire fare baciare                                                                    | N.D.    |         | N.D.    | N.D.    | N.D.    |
| Elodie                      | Black Nirvana (1ª e 3ª puntata), Tribale (3ª puntata)                                |         | N.D.    |         | N.D.    |         |
| Emis Killa                  | Medley: Rollercoaster, Sexy shop                                                     |         | N.D.    |         | N.D.    |         |
| Emma                        | Femme fatale                                                                         |         | N.D.    | N.D.    |         |         |
| Ermal Meta                  | Mediterraneo                                                                         |         | N.D.    | N.D.    | N.D.    | N.D.    |
| Fabrizio Moro               | Maledetta estate                                                                     | N.D.    | N.D.    | N.D.    |         | N.D.    |
| Fiorella Mannoia            | Mariposa, Domani è primavera (con Michele Bravi)                                     | N.D.    |         | N.D.    | N.D.    | N.D.    |
| Francesco Gabbani           | Frutta malinconia, Viceversa, Occidentali's Karma                                    | N.D.    | N.D.    |         | N.D.    | N.D.    |
| Francesco Renga e Nek       | Dolcevita, Medley: Meravigliosa (la Luna), Angelo, Fatti avanti amore, Laura non c'è | N.D.    | N.D.    |         | N.D.    | N.D.    |
| Fred De Palma               | Notte cattiva                                                                        | N.D.    |         | N.D.    | N.D.    | N.D.    |
| Gaia                        | Dea saffica                                                                          | N.D.    |         | N.D.    | N.D.    | N.D.    |
| Gazzelle                    | Mezzo secondo, Destri                                                                |         | N.D.    | N.D.    | N.D.    | N.D.    |
| Geolier                     | Nu parl, nu sent, nu vec, Si stat' tu, I p' me, tu p' te                             |         | N.D.    | N.D.    | N.D.    | N.D.    |
| Ghali                       | Paprika, Casa mia                                                                    | N.D.    |         | N.D.    | N.D.    |         |
| Gianna Nannini              | Filo spinato, Bello e impossibile, Fotoromanza                                       |         | N.D.    | N.D.    | N.D.    |         |
| Holden                      | Randagi                                                                              | N.D.    | N.D.    |         | N.D.    | N.D.    |
| Icy Subzero e Clara         | Ghetto Love                                                                          | N.D.    | N.D.    |         | N.D.    | N.D.    |
| Il Tre                      | Fragili, Camminare sulla luna                                                        | N.D.    | N.D.    |         | N.D.    | N.D.    |
| Irama                       | Galassie, Tu no                                                                      | N.D.    |         | N.D.    | N.D.    |         |
| Jvli, Emma e Olly           | Ho voglia di te                                                                      |         | N.D.    | N.D.    |         |         |
| La Rappresentante di Lista  | Paradiso, Medley: Diva, Ciao ciao, Amare                                             | N.D.    | N.D.    | N.D.    |         | N.D.    |
| La Sad                      | Sad girl                                                                             | N.D.    | N.D.    | N.D.    |         | N.D.    |
| LDA                         | Rosso lampone                                                                        | N.D.    |         | N.D.    | N.D.    | N.D.    |
| Mahmood                     | Ra ta ta (1ª e 2ª puntata), Tuta gold (1ª puntata), Bakugo (2ª puntata)              |         |         | N.D.    | N.D.    |         |
| Malika Ayane                | Sottosopra                                                                           | N.D.    | N.D.    |         | N.D.    | N.D.    |
| Mara Sattei                 | Spigoli, Solo guai, Duemilaminuti                                                    | N.D.    | N.D.    |         | N.D.    | N.D.    |
| Massimo Pericolo            | Moneylove (con Emis Killa)                                                           | N.D.    | N.D.    |         | N.D.    | N.D.    |
| Matteo Paolillo             | Non ho voglia                                                                        |         | N.D.    | N.D.    | N.D.    | N.D.    |
| Michele Bravi               | Umorismo italiano                                                                    | N.D.    | N.D.    | N.D.    |         | N.D.    |
| Mr. Rain                    | Due altalene, Paura del buio                                                         | N.D.    | N.D.    | N.D.    |         | N.D.    |
| Noemi                       | Non ho bisogno di te (2ª e 4ª puntata), Vuoto a perdere (2ª puntata)                 | N.D.    |         | N.D.    |         | N.D.    |
| Olly                        | Devastante                                                                           | N.D.    | N.D.    | N.D.    |         |         |
| Orietta Berti               | Una vespa in due                                                                     | N.D.    | N.D.    | N.D.    |         |         |
| Paola & Chiara              | Festa totale                                                                         | N.D.    | N.D.    | N.D.    |         |         |
| Petit                       | Mammamì                                                                              | N.D.    | N.D.    |         | N.D.    | N.D.    |
| Piero Pelù                  | Maledetto cuore                                                                      | N.D.    | N.D.    | N.D.    |         | N.D.    |
| Pooh                        | Medley: Canterò per te, Stai con me, Chi fermerà la musica                           |         | N.D.    | N.D.    | N.D.    | N.D.    |
| Raf                         | Self Control                                                                         | N.D.    |         | N.D.    | N.D.    |         |
| Rhove                       | Alé                                                                                  | N.D.    | N.D.    | N.D.    |         | N.D.    |
| Rocco Hunt                  | Musica italiana                                                                      | N.D.    |         | N.D.    | N.D.    | N.D.    |
| Rose Villain                | Come un tuono, Click boom!                                                           | N.D.    | N.D.    |         | N.D.    |         |
| Santi Francesi              | Tutta vera                                                                           | N.D.    | N.D.    | N.D.    |         | N.D.    |
| Sarah Toscano               | Sexy magica                                                                          | N.D.    | N.D.    | N.D.    |         | N.D.    |
| Tananai                     | Veleno                                                                               | N.D.    |         | N.D.    | N.D.    | N.D.    |
| The Kolors                  | Karma, Medley: Un ragazzo una ragazza, Italodisco                                    |         | N.D.    | N.D.    | N.D.    |         |
| Tommaso Paradiso            | Medley: Completamente, Non avere paura, Felicità puttana                             |         | N.D.    | N.D.    | N.D.    |         |
| Tony Effe                   | Sesso e samba (con Gaia)                                                             |         |         | N.D.    | N.D.    |         |
| Umberto Tozzi               | Medley: Stella stai, Tu, Gloria                                                      | N.D.    |         | N.D.    | N.D.    |         |

#### Ascolti
| Puntata | Location | Messa in onda  | Ascolti        | Ascolti | Ascolti |
| Puntata | Location | Messa in onda  | Telespettatori | Share   | Fonte   |
| ------- | -------- | -------------- | -------------- | ------- | ------- |
| 1       | Roma     | 28 giugno 2024 | 2 670 000      | 19,24%  | [ 21 ]  |
| 2       | Roma     | 7 luglio 2024  | 2 348 000      | 18,39%  | [ 22 ]  |
| 3       | Roma     | 12 luglio 2024 | 2 121 000      | 17,28%  | [ 23 ]  |
| 4       | Roma     | 19 luglio 2024 | 2 102 000      | 17,99%  | [ 24 ]  |
| Media   | Media    | Media          | 2 310 000      | 18,22%  |         |
| Best of | Best of  | 26 luglio 2024 | 1 467 000      | 11,00%  | [ 25 ]  |

### Quarta edizione (2025)

#### Esibizioni in apertura di serata
- Annalisa – Bellissima (1ª puntata)
- The Kolors – Tu con chi fai l'amore (2ª puntata)
- Olly – Devastante (3ª puntata)
- Ghali – Chill (4ª puntata)

#### Esibizioni di puntata
| Artista                   | Brani | Puntate | Puntate | Puntate | Puntate | Puntate |
| Artista                   | Brani | 1       | 2       | 3       | 4       | Best of |
| ------------------------- | --- | ------- | ------- | ------- | ------- | ------- |
| A-Clark                   | Dolce far niente (con Iva Zanicchi e Vinny)                                                                 |         | N.D.    | N.D.    | N.D.    | N.D.    |
| Achille Lauro             | Amor, Incoscienti giovani                                                                                   |         | N.D.    | N.D.    | N.D.    |         |
| Aiello                    | Come ti pare                                                                                                | N.D.    | N.D.    | N.D.    |         | N.D.    |
| Alessandra Amoroso        | Serenata (con Serena Brancale), Cose stupide, Mezzo rotto (con BigMama)                                     |         |         | N.D.    | N.D.    |         |
| Alex Britti               | Solo una volta (con Clementino)                                                                             |         | N.D.    | N.D.    | N.D.    | N.D.    |
| Alex Wyse                 | Batticuore                                                                                                  | N.D.    | N.D.    | N.D.    |         | N.D.    |
| Alfa                      | A me mi piace, Il filo rosso                                                                                | N.D.    |         |         | N.D.    |         |
| Anna                      | 30°C, Désolée                                                                                               |         | N.D.    | N.D.    | N.D.    |         |
| Annalisa                  | Maschio |         |         | N.D.    | N.D.    |         |
| Antonia                   | Relax | N.D.    | N.D.    | N.D.    |         | N.D.    |
| Baby K                    | Follia mediterranea                                                                                         | N.D.    | N.D.    | N.D.    |         | N.D.    |
| Benji & Fede              | Stupido me, stupida te                                                                                      | N.D.    | N.D.    | N.D.    |         | N.D.    |
| BigMama                   | Bubble gum, Mezzo rotto (con Alessandra Amoroso)                                                            |         |         | N.D.    | N.D.    | N.D.    |
| Bnkr44                    | Luna rossa, Ma che idea                                                                                     | N.D.    |         | N.D.    | N.D.    | N.D.    |
| Boomdabash                | Una stupida scusa (con Loredana Bertè)                                                                      | N.D.    | N.D.    | N.D.    |         |         |
| Bresh                     | Umore marea, La tana del granchio                                                                           |         | N.D.    |         | N.D.    |         |
| Brunori Sas               | L'albero delle noci, Per due che come noi                                                                   |         | N.D.    | N.D.    | N.D.    | N.D.    |
| Capo Plaza                | Giovane fuoriclasse, Lo so che, Capri Sun                                                                   | N.D.    | N.D.    |         | N.D.    | N.D.    |
| Carl Brave                | Perfect (con Sarah Toscano)                                                                                 | N.D.    | N.D.    |         | N.D.    | N.D.    |
| Chiamamifaro              | Acqua passata                                                                                               | N.D.    | N.D.    | N.D.    | N.D.    |         |
| Chiara Galiazzo           | Allegria bugiarda                                                                                           | N.D.    | N.D.    | N.D.    | N.D.    |         |
| Clara                     | Scelte stupide (con Fedez), Febbre                                                                          |         | N.D.    |         | N.D.    |         |
| Clementino                | Solo una volta (con Alex Britti)                                                                            |         | N.D.    | N.D.    | N.D.    | N.D.    |
| Coez                      | Qualcosa di grande, È sempre bello                                                                          | N.D.    |         |         | N.D.    |         |
| Coma Cose                 | La gelosia, Cuoricini                                                                                       | N.D.    |         | N.D.    | N.D.    |         |
| Cristiano Malgioglio      | Alè alè | N.D.    | N.D.    |         | N.D.    |         |
| Dani Faiv                 | Red Flag (con Fabio Rovazzi e Paola Iezzi)                                                                  | N.D.    | N.D.    |         | N.D.    | N.D.    |
| Diodato                   | Non ci credo più, Fino a farci scomparire                                                                   | N.D.    | N.D.    |         | N.D.    | N.D.    |
| Emis Killa                | In auto alle 6:00, Rollercoaster, Parole di ghiaccio                                                        | N.D.    | N.D.    |         | N.D.    |         |
| Ermal Meta                | Ferma gli orologi                                                                                           | N.D.    |         | N.D.    | N.D.    | N.D.    |
| Eugenio in Via Di Gioia   | L'ultima canzone                                                                                            | N.D.    | N.D.    | N.D.    | N.D.    |         |
| Fabio Rovazzi             | Red Flag (con Paola Iezzi e Dani Faiv), Cabaret (con Orietta Berti e i Fuckyourclique), Andiamo a comandare | N.D.    |         |         | N.D.    | N.D.    |
| Fedez                     | Scelte stupide (con Clara), Battito                                                                         |         | N.D.    |         | N.D.    |         |
| Finley                    | Quello sbagliato (con Nina Zilli)                                                                           | N.D.    | N.D.    | N.D.    |         | N.D.    |
| Francesca Michielin       | Francesca                                                                                                   | N.D.    | N.D.    |         | N.D.    |         |
| Francesco Gabbani         | Così come mi viene, Viva la vita                                                                            | N.D.    |         | N.D.    | N.D.    |         |
| Francesco Renga           | Angelo, Il mio giorno più bello nel mondo                                                                   | N.D.    |         | N.D.    | N.D.    | N.D.    |
| Fred De Palma             | Barrio lambada                                                                                              | N.D.    | N.D.    |         | N.D.    | N.D.    |
| Fuckyourclique            | Cabaret (con Fabio Rovazzi e Orietta Berti)                                                                 | N.D.    |         | N.D.    | N.D.    | N.D.    |
| Fulminacci                | Casomai | N.D.    | N.D.    |         | N.D.    | N.D.    |
| Gabry Ponte               | Brokenhearted, Tutta l'Italia                                                                               |         | N.D.    | N.D.    | N.D.    | N.D.    |
| Gaia                      | Chiamo io chiami tu                                                                                         | N.D.    |         | N.D.    | N.D.    |         |
| Ghali                     | Chill |         | N.D.    | N.D.    |         |         |
| Gigi D'Alessio            | Rosa e lacrime, Medley: Una magica storia d'amore, Un nuovo bacio, Senza tuccà, Non mollare mai             |         | N.D.    | N.D.    | N.D.    |         |
| Giuliano Sangiorgi        | Mentre tutto scorre, Meraviglioso                                                                           |         | N.D.    | N.D.    | N.D.    | N.D.    |
| Iva Zanicchi              | Dolce far niente (con A-Clark e Vinny)                                                                      |         | N.D.    | N.D.    | N.D.    | N.D.    |
| Jacopo Sol                | Estremo | N.D.    | N.D.    | N.D.    | N.D.    |         |
| Joan Thiele               | Eco, Allucinazione                                                                                          | N.D.    | N.D.    |         | N.D.    | N.D.    |
| LDA                       | Attimo eterno                                                                                               | N.D.    | N.D.    | N.D.    | N.D.    |         |
| Leo Gassmann              | Free drink                                                                                                  | N.D.    | N.D.    | N.D.    |         | N.D.    |
| Levante                   | Maimai | N.D.    | N.D.    |         | N.D.    | N.D.    |
| Loredana Bertè            | Una stupida scusa (con i Boomdabash)                                                                        | N.D.    | N.D.    | N.D.    |         |         |
| Lorella Cuccarini         | Cha Cha Twist! (con Riki)                                                                                   | N.D.    | N.D.    | N.D.    |         |         |
| Lorenzo Fragola           | 1xte1xme | N.D.    | N.D.    | N.D.    |         | N.D.    |
| Luchè                     | Nessuna | N.D.    | N.D.    |         | N.D.    |         |
| Ludwig                    | Bollente (con Sabrina Salerno)                                                                              | N.D.    | N.D.    | N.D.    |         | N.D.    |
| Marco Masini              | T'innamorerai, Bella stronza                                                                                | N.D.    | N.D.    |         | N.D.    | N.D.    |
| Michele Bravi             | Popolare (con Mida)                                                                                         | N.D.    | N.D.    | N.D.    |         |         |
| Mida                      | Popolare (con Michele Bravi)                                                                                | N.D.    | N.D.    | N.D.    |         |         |
| Negramaro                 | Estate |         | N.D.    | N.D.    | N.D.    |         |
| Nek                       | Lascia che io sia, Fatti avanti amore                                                                       | N.D.    | N.D.    | N.D.    |         | N.D.    |
| Nicolò Filippucci         | Un'ora di follia                                                                                            | N.D.    | N.D.    | N.D.    |         | N.D.    |
| Nina Zilli                | Quello sbagliato (con i Finley)                                                                             | N.D.    | N.D.    | N.D.    |         | N.D.    |
| Noemi                     | Non sono io, Oh ma (con Rocco Hunt)                                                                         |         |         | N.D.    |         |         |
| Olly                      | Depresso fortunato, Balorda nostalgia, Devastante                                                           |         | N.D.    |         | N.D.    |         |
| Orietta Berti             | Cabaret (con Fabio Rovazzi e i Fuckyourclique)                                                              | N.D.    |         | N.D.    | N.D.    | N.D.    |
| Paola Iezzi               | Red Flag (con Fabio Rovazzi e Dani Faiv)                                                                    | N.D.    | N.D.    |         | N.D.    | N.D.    |
| Patty Pravo               | Ratatan, Pensiero stupendo                                                                                  | N.D.    | N.D.    |         | N.D.    | N.D.    |
| Petit                     | Vivere da morire, Mammamì, Vitamì                                                                           | N.D.    | N.D.    | N.D.    | N.D.    |         |
| Planet Funk               | I Get a Rush                                                                                                | N.D.    | N.D.    | N.D.    |         | N.D.    |
| Raf                       | Sei la più bella del mondo, Il battito animale, Self Control                                                | N.D.    | N.D.    | N.D.    |         | N.D.    |
| Riki                      | Cha Cha Twist! (con Lorella Cuccarini)                                                                      | N.D.    | N.D.    | N.D.    |         |         |
| Rkomi                     | Dirti no, Il ritmo delle cose                                                                               |         | N.D.    | N.D.    |         |         |
| Rocco Hunt                | Oh ma (con Noemi), Mille vote ancora, Cosa ti amo a fare?                                                   |         | N.D.    | N.D.    |         |         |
| Rose Villain              | Victoria's Secret, Fuorilegge                                                                               | N.D.    |         | N.D.    | N.D.    |         |
| Sabrina Salerno           | Bollente (con Ludwig)                                                                                       | N.D.    | N.D.    | N.D.    |         | N.D.    |
| Sal Da Vinci              | Rossetto e caffè, L'amore e tu                                                                              | N.D.    | N.D.    | N.D.    |         |         |
| Sangiovanni               | Farfalle, Veramente                                                                                         | N.D.    | N.D.    | N.D.    |         | N.D.    |
| Sarah Toscano             | Perfect (con Carl Brave), Taki                                                                              | N.D.    | N.D.    |         |         | N.D.    |
| Sayf                      | Figli dei palazzi, Randa baraonda                                                                           | N.D.    |         | N.D.    | N.D.    | N.D.    |
| Serena Brancale           | Serenata (con Alessandra Amoroso), Anema e core                                                             |         |         | N.D.    | N.D.    |         |
| Settembre                 | Vertebre | N.D.    |         | N.D.    | N.D.    | N.D.    |
| Shablo, Joshua e Tormento | La mia parola                                                                                               | N.D.    |         | N.D.    | N.D.    | N.D.    |
| Tananai                   | Bella madonnina, Tango                                                                                      |         |         | N.D.    |         |         |
| The Kolors                | Pronto come va, Tu con chi fai l'amore                                                                      |         |         | N.D.    | N.D.    |         |
| Tredici Pietro            | Likethislikethat                                                                                            | N.D.    | N.D.    | N.D.    |         | N.D.    |
| Trigno                    | D'amore non si muore                                                                                        | N.D.    | N.D.    | N.D.    |         | N.D.    |
| Tropico                   | Perché mi sono innamorato di te                                                                             | N.D.    |         | N.D.    | N.D.    | N.D.    |
| Vale LP e Lil Jolie       | Googleamore                                                                                                 | N.D.    | N.D.    | N.D.    | N.D.    |         |
| Venerus                   | Ti penso | N.D.    | N.D.    | N.D.    | N.D.    |         |
| Vinny                     | Dolce far niente (con A-Clark e Iva Zanicchi)                                                               |         | N.D.    | N.D.    | N.D.    | N.D.    |

#### Ascolti
| Puntata | Location | Messa in onda  | Ascolti        | Ascolti | Ascolti |
| Puntata | Location | Messa in onda  | Telespettatori | Share   | Fonte   |
| ------- | -------- | -------------- | -------------- | ------- | ------- |
| 1       | Roma     | 13 giugno 2025 | 2 324 000      | 18,00%  | [ 26 ]  |
| 2       | Roma     | 20 giugno 2025 | 2 593 000      | 18,68%  | [ 27 ]  |
| 3       | Roma     | 27 giugno 2025 | 1 964 000      | 15,40%  | [ 28 ]  |
| 4       | Roma     | 4 luglio 2025  | 2 183 000      | 16,98%  | [ 29 ]  |
| Media   | Media    | Media          | 2 266 000      | 17,26%  |         |
| Best of | Best of  | 11 luglio 2025 | 1 828 000      | 15,60%  | [ 30 ]  |

## Audience
| Edizione | Rete televisiva | Anno | Stagione         | Programmazione | Programmazione | Programmazione | Programmazione | Programmazione | Programmazione | Programmazione | Collocazione | Media auditel  | Media auditel | Premiere       | Premiere | Finale         | Finale | Best of        | Best of |
| Edizione | Rete televisiva | Anno | Stagione         | L              | M              | M              | G              | V              | S              | D              | Collocazione | Telespettatori | Share         | Telespettatori | Share    | Telespettatori | Share  | Telespettatori | Share   |
| -------- | --------------- | ---- | ---------------- | -------------- | -------------- | -------------- | -------------- | -------------- | -------------- | -------------- | ------------ | -------------- | ------------- | -------------- | -------- | -------------- | ------ | -------------- | ------- |
| 1ª       | Rai 2           | 2022 | estate           |                |                |                |                |                |                |                | Prima serata | 1 375 000      | 11,18%        | 1 578 000      | 12,02%   | 1 250 000      | 10,44% | 978 000        | 8,09%   |
| 2ª       | Rai 2           | 2023 | estate           |                |                |                | 1 383 000      | 10,75%         | 2 001 000      | 14,37%         | Prima serata | 974 000        | 8,28%         | 1 001 000      | 8,03%    |                |        |                |         |
| 3ª       | Rai 1           | 2024 | estate           |                | 2 310 000      | 18,23%         | 2 670 000      | 19,24%         | 2 102 000      | 17,99%         | Prima serata | 1 467 000      | 11,00%        |                |          |                |        |                |         |
| 4ª       | Rai 1           | 2025 | primavera-estate |                | 2 266 000      | 17,26%         | 2 324 000      | 18,00%         | 2 183 000      | 16,98%         | Prima serata | 1 828 000      | 15,60%        |                |          |                |        |                |         |